# Apollo (kabel podmorski)

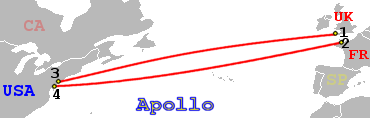
Przebieg kabla Apollo

Apollo – światłowodowy podmorski kabel telekomunikacyjny na dnie Atlantyku o długości 13000 km łączący Stany Zjednoczone z Wielką Brytanią i Francją. Składa się z dwóch niezależnych tras kablowych (północnej i południowej) o przepustowości 3.2 Tbit/s każda. Połączenie zostało uruchomione na początku 2003. Właścicielem jest Apollo Submarine Cable System Ltd, będący joint venture firm Cable & Wireless i Alcatel.

## Punkty styku z lądem
1. Bude, Wielka Brytania
2. Lannion, Francja
3. Shirley, USA
4. Manasquan, USA